# 興聖寺 (高島市)

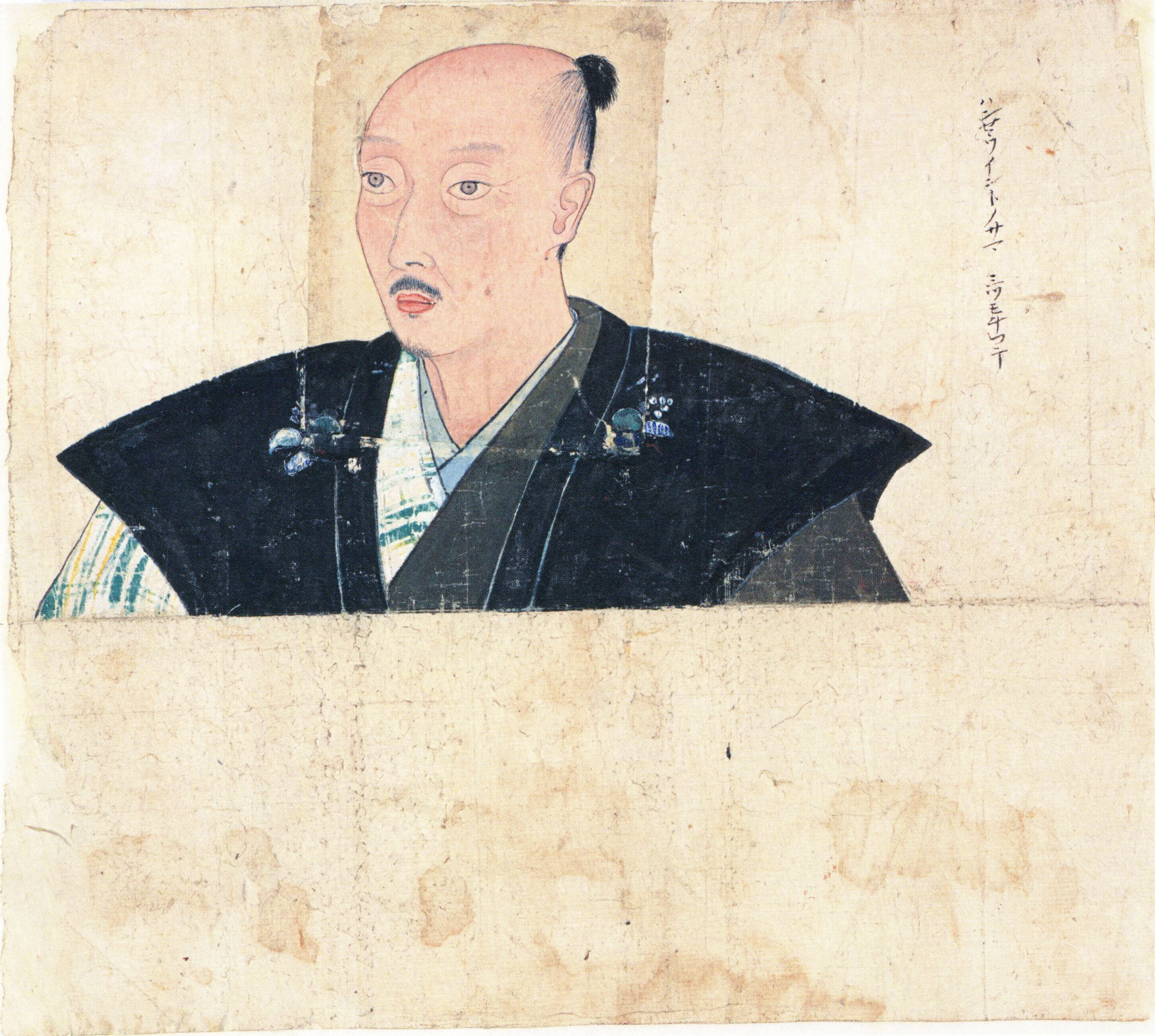
足利義晴像

興聖寺（こうしょうじ）は、滋賀県高島市にある曹洞宗の寺院。山号は高巌山。本尊は釈迦如来。道元が越前国下向のおり当地の地形の様子が宇治の興聖寺に似ているのに驚き、建立する寺の名を同じにした。

## 歴史
当寺は、曹洞宗の開祖である道元禅師が都から越前国へ向かう際、近江国朽木庄に一時隠居中であった佐々木信綱に一寺を建立するように勧め、寛元元年（1243年）に安曇川の対岸の上柏村指月谷に創建された。また、嘉禎3年（1237年）に佐々木信綱が承久の乱で戦死した一族の供養を願って道元を招いたのが始まりであるともいう。
そもそも現在の境内地は、享禄元年（1528年）に室町幕府将軍の足利義晴と細川高国が、細川晴元や三好元長に京を追われて朽木稙綱を頼って落ち延びてきた際、稙綱が将軍のための館として整備した岩神館があった場所である。高国はここに義晴のために庭園（国指定名勝）を作庭している。義晴は享禄4年（1531年）まで滞在していたが、後に義晴の子で将軍の義輝も元長の子・三好長慶に追われて岩神館に逃れている。
慶長11年（1606年）に朽木宣綱が正室の菩提を弔うために、かつての岩神館のあったこの地に秀隣寺を創建している。しかし、その後秀隣寺は庭園を残して他の場所に移転してしまった。
その頃、当寺は朽木氏代々の菩提所となっていたが大火に遭って復興途上にあった。そこで、享保14年（1729年）に上柏村指月谷から朽木氏にゆかりの秀隣寺の旧地である現在地に移転することとなった。
文政11年（1828年）に本堂が焼失するが、安政4年（1857年）3月に朽木大綱の寄進で25世仙英和尚の代に再建された。

## 旧秀隣寺庭園
国指定名勝。細川高国が足利義晴のために作庭したという庭園。旧秀隣寺庭園や足利庭園とも呼ばれるが、秀隣寺はかつての将軍邸・岩神館のあった地に朽木宣綱が建立した寺院であることから、この庭園は正しくは「岩神館庭園」と呼ぶべきであるかもしれない。
庭園は安曇川が形成した段丘の縁にあり、安曇川の清流、そしてその背後に横たわる蛇谷ヶ峰、比良山系を借景としている。池泉鑑賞式庭園で、左手の築山に組まれた「鼓の滝」から流れ出た水が池に注いでいる。曲水で造り上げた池泉には石組みの亀島、鶴島を浮かべ、中央付近には見事な自然石の石橋が架かり、随所に豪快な石組を配する全国屈指の武家の庭園である。庭石は、朽木一族を始め佐々木一族・京極高秀や浅井亮政、朝倉孝景等の協力で、細川高国が将軍を慰めるために贈ったといわれている。

## 境内
- 本堂
- 庫裏
- 蔵
- 鐘楼
- 行者堂
- 旧秀隣寺庭園（国指定名勝） - 解説は既述。
- 岩神館土塁跡
- 山門

## 文化財

### 重要文化財
- 木造釈迦如来坐像 - 最澄の遺作と称される平安時代の作。檜の寄木造り[2]。

### 国指定名勝
- 旧秀隣寺庭園

## 前後の札所
関西花の寺二十五霊場
13 法金剛院　-　14 興聖寺　-　15 岩船寺

## 所在地
- 高島市朽木岩瀬374

## アクセス
- 鉄道
  - JR湖西線 安曇川駅下車、江若バスで岩瀬または朽木学校前下車約30分。
  - JR湖西線堅田駅下車、江若バスで岩瀬または朽木学校前下車約1時間20分。
  - 京阪電気鉄道鴨東線・叡山電鉄叡山本線 出町柳駅から京都バスで岩瀬または朽木学校前下車約1時間30分。
- 自動車
  - 京都から国道367号経由で約1時間15分（京都大原から約35分）。
  - 京都から国道161号、堅田経由国道367号で約1時間25分（琵琶湖大橋から約35分）。
  - 京都から国道161号、安曇川経由で約2時間（安曇川から約20分）。
  - 小浜から国道303号、国道367号経由で約50分。